# Le Châtelard (Wallis)
Le Châtelard, vaak Le Châtelard VS om geen verwarring te scheppen met de Zwitserse gemeente Le Châtelard, is een plaats in de Zwitserse Alpen, in het kanton Wallis of Valais (VS), gelegen binnen het grondgebied van de gemeente Finhaut. Le Châtelard ligt aan de Frans-Zwitserse grens en is het aansluitpunt van de Zwitserse meterspoorbaan Martigny - Châtelard en de Franse meterspoorbaan spoorlijn Saint-Gervais-les-Bains-Le Fayet - Vallorcine. Vallorcine is de Franse gemeente en grensplaats aan de overzijde van de landsgrenzen. Het dorp is met de rest van Zwitserland, de Rhônevallei en Martigny via de weg verbonden via de Col de la Forclaz. Vanuit de plaats is er een toeristentreintje naar het Lac d'Emosson.